# OUR SONG with Tokyo New City Orchestra
『OUR SONG with Tokyo New City Orchestra』は、2011年9月21日にリリースされた、原田真二通算21作目のスタジオアルバムである。

## 解説
- 「てぃーんず ぶるーす」、「キャンディ」、「OUR SONG」などの代表曲を60人のフルオーケストラとの共演でリメイク。オーケストラバージョンは10曲中6曲（カバー曲1曲含む）。他に新曲が2曲、ライヴレコーディング1曲他収録。2011年にテイチクエンタテインメントが発足した新レーベル「コンチネンタル・スター」から発売された[1]。
- 近年ライヴでオーケストラと共演する機会も多くなった原田が、その乗りをスタジオレコーディング。オーケストラアレンジ、コンダクトはライヴ指揮者として共演も多い藤野浩一。原田が書いていた各楽器のスコアやオリジナルのアレンジをベースにしたオーケストラアレンジが施されている[2]。
- タイトルチューンの6枚目シングル「OUR SONG」は、初めて作詞も手がけ、オーケストラアレンジにも挑戦したメッセージバラード。原田の分岐点ともいえるこの曲をタイトルに据えた[2]。
- 「MY LOVE」は、アマ時代からライヴレパートリーに入れていた、ファンであるポールマッカートニー&ウイングスのカバー。
- 「心の美酒を酌み交わそう」は広島県西条市の酒まつりのために作った曲。「Our Wish For Recovery〜夢の光〜」は、原爆投下から戦後見事復興を遂げた自身の出身地広島から東北被災地へエールを送る形で作った復興支援ソング[2]。
- ボーナスビデオとしてレコーディング風景とインタビューを収録したCD EXTRAを付属（パソコンで再生可）。

## 収録曲
作詞・作曲： 原田真二 （特記以外）
1. OUR SONG （オーケストラ）
  - 1978年、6枚目のシングル
2. てぃーんず ぶるーす （オーケストラ）
  - 1977年、デビューシングル
  - 作詞： 松本隆
3. キャンディ （オーケストラ）
  - 1977年、セカンドシングル
  - 作詞： 松本隆
4. MY LOVE （オーケストラ）
  - 1973年、ポール・マッカートニー&ウイングスの代表的なバラードのカバー
  - 作詞・作曲： Paul McCartney / Linda McCartney
5. EVERY NIGHT （オーケストラ）
  - 1986年、アルバム『DOING WONDERS』
6. 僕らのハーモニー （オーケストラ）
  - 2005年、アルバム『Harmoney -僕らのハーモニー-』
7. Make It A Paradise
  - 1993年、アルバム『Make it a Paradise』
8. 心の美酒を酌み交わそう　
  - 新曲
9. Our Wish For Recovery〜夢の光〜
  - 新曲
10. シャドー・ボクサー（ライヴバージョン）
  - 1977年、サードシングル
  - 作詞： 松本隆
  - ライヴバージョン・演奏メンバー：Shinji Harada：Vo.Guit.Per.／Mataro Misawa （三沢またろう）：Per.Back Vo.
  - Satoshi Nakamura：Sax.／toshio "toshi" takahata：Ds.／Takeshi Kudo：Eb.／Ryuichi Katsumata：Key.／Naoki Hayashibe：Guit.／Machiko Sugaki：Back Vo.

## CREDIT
- Produced,arranged and composed by Shinji Harada （原田真二）

　　（exsept "MY LOVE"）
- Orchestral arrangement (based on original), conducted Koichi Fujino （藤野浩一）

- Recorded, and Mixed by Takashi Ito、Shinji Harada
- Recorded at Sound City、Studio Modern Vision
- Mastered by Akihiro Shiba （TEMAS）／Mastered at TEMAS
- Art Direction & Design：Hiroko Onose／Photographs ：Ichigo Natsuno （夏野苺）

### Musicians
- SHINJI HARADA （原田真二）： Vocal, Back Vocals, Guitar, Piano
- WORNELL JONES （ウォーネル・ジョーンズ）： Electric Bass
- REUBEN MANN （リューベン・マン）： Drums
- Tokyo New City Orchestra